# LSV Eger
LSV Eger (celým názvem: Luftwaffen-Sportverein Eger) byl německý vojenský sportovní klub, který sídlil ve městě Eger v okupovaných Sudetech. Klub patřil pod letecké jednotky Luftwaffe. Zanikl v roce 1944. Své domácí zápasy odehrával na Hilaria-Stadionu.
Největším úspěchem klubu byla jednoroční účast v Gaulize Sudetenland, jedné ze skupin tehdejší nejvyšší fotbalové soutěže na území Německa.

## Umístění v jednotlivých sezonách
Stručný přehled
Zdroj: 
- 1941–1942: Gauliga Sudetenland West

Jednotlivé ročníky
Zdroj: 
Legenda: Z - zápasy, V - výhry, R - remízy, P - porážky, VG - vstřelené góly, OG - obdržené góly, +/- - rozdíl skóre, B - body, červené podbarvení - sestup, zelené podbarvení - postup, fialové podbarvení - reorganizace, změna skupiny či soutěže
| Velkoněmecká říše (1941 – 1942) |                          |        |    |   |   |   |    |    |     |    |        |
| Sezóny                          | Liga                     | Úroveň | Z  | V | R | P | VG | OG | +/- | B  | Pozice |
| 1941/42                         | Gauliga Sudetenland West | 1      | 10 | 5 | 0 | 5 | 28 | 31 | -3  | 10 | 4.     |